# Jasmine Gross
Jasmine Gross (Portland, 30 maggio 1998) è una pallavolista statunitense, centrale del MTV Stoccarda.

## Carriera

### Club
La carriera pallavolistica di Jasmine Gross inizia nei tornei scolastici dell'Oregon, con la Jesuit HS. Dopo il diploma gioca a livello universitario nella NCAA Division I, a cui partecipa prima con la Pepperdine, dal 2016 al 2017, e poi con la Southern California, dal 2018 al 2019.
Nella stagione 2020-21 firma il suo primo contratto professionistico in Germania, ingaggiata dall'Erfurt, club impegnato in 1. Bundesliga, mentre nella stagione seguente si trasferisce nella Lega Nazionale A svizzera, difendendo i colori del Neuchâtel, dove nel corso di un triennio vince tre scudetti, due edizioni della Coppa di Svizzera e tre della supercoppa nazionale. 
Nel campionato 2024-25 approda in Ligue A, dove indossa la casacca del Mulhouse, aggiudicandosi la Coppa di Francia, mentre nel campionato successivo torna nella massima divisione tedesca, questa volta tra le file del MTV Stoccarda.

## Palmarès

### Club
- Campionato svizzero: 3

2021-22, 2022-23, 2023-24
- Coppa di Svizzera: 2

2022-23, 2023-24
- Coppa di Francia: 1

2024-25
- Supercoppa svizzera: 3

2021, 2022, 2023